# Bismarck (Misuri)
Bismarck es una ciudad ubicada en el condado de St. Francois en el estado estadounidense de Misuri. En el Censo de 2010 tenía una población de 1546 habitantes y una densidad poblacional de 596,91 personas por km².

## Geografía
Bismarck se encuentra ubicada en las coordenadas 37°46′2″N 90°37′21″O / 37.76722, -90.62250. Según la Oficina del Censo de los Estados Unidos, Bismarck tiene una superficie total de 2,59 km², de la cual 2,59 km² corresponden a tierra firme y (0%) 0 km² es agua.

## Demografía
Según el censo de 2010, había 1546 personas residiendo en Bismarck. La densidad de población era de 596,91 hab./km². De los 1546 habitantes, Bismarck estaba compuesto por el 97,61% blancos, el 0,26% eran afroamericanos, el 0,91% eran amerindios, el 0,06% eran asiáticos, el 0% eran isleños del Pacífico, el 0,13% eran de otras razas y el 1,03% pertenecían a dos o más razas. Del total de la población el 0,65% eran hispanos o latinos de cualquier raza.